# Vendargues
 Vendargues  es una población y comuna francesa, situada en la región de Occitani, departamento de Hérault, en el distrito de Montpellier y cantón del Crès.

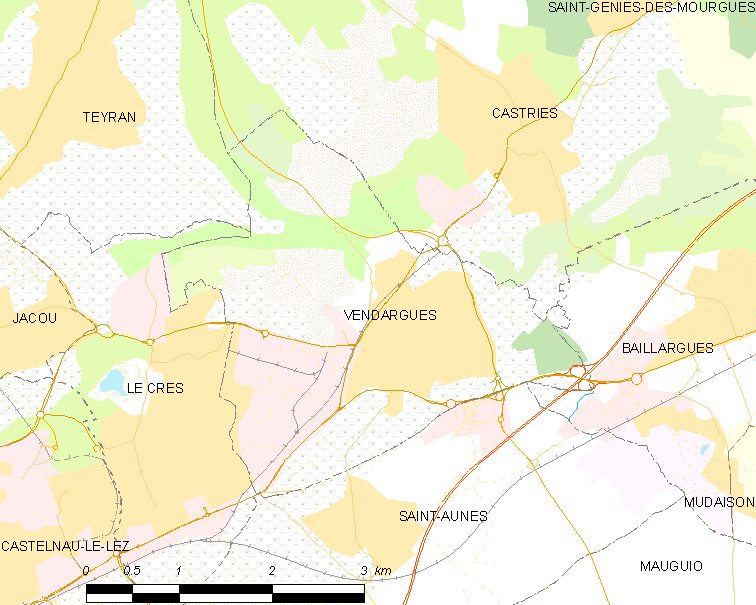
Mapa

## Demografía
| 1196 | 1411 | 1871 | 2601 | 4257 | 5228 | 6186 |
| Para los censos de 1962 a 1999 la población legal corresponde a la población sin duplicidades (Fuente: INSEE [Consultar]) |      |      |      |      |      |      |